# ناو هواپیمابر تجاری

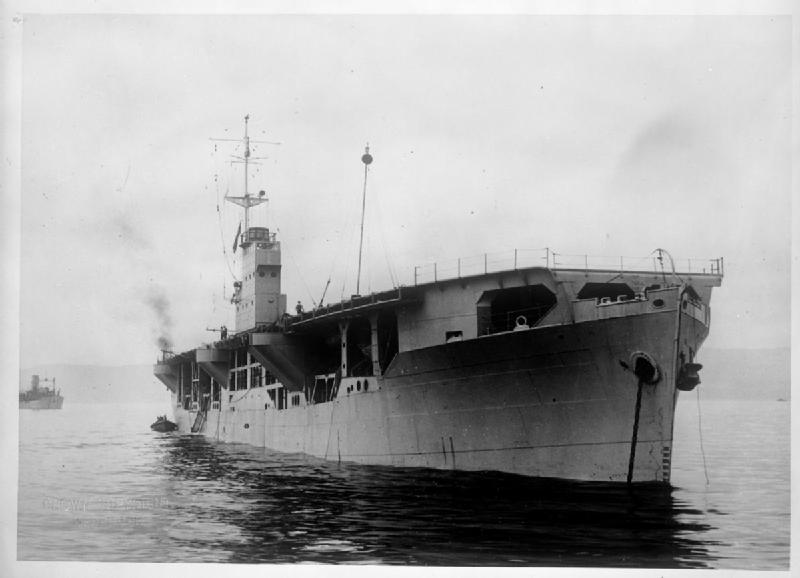
ام‌وی راپانا، نفت‌کشی که به ناو هواپیمابر تجاری تبدیل شد. چنین ناوی برای تأمین پوشش هوایی برای کاروان‌ها معرفی شد که بعدتر با حضور هواپیمابرهای پشتیبان کافی جایگزین شد.

ناو هواپیمابر تجاری (به انگلیسی: merchant aircraft carrier) که نام کوتاه رسمی آن در بریتانیا کشتی ام‌اِی‌سی بود، نوعی ناو هواپیمابر با کاربرد محدود و عنوان ثبت‌شده مدنی بود که در طول جنگ جهانی دوم در بریتانیا و هلند خدمت می‌کرد. ناوهای هواپیمابر تجاری با اضافه کردن عرشه پرواز به کشتی‌های بزرگ غلات‌بر یا نفت‌کش ارتقا داده شدند تا هواگردهای ضدزیردریایی را برای پشتیبانی از کاروان‌های نظامی متفقین در طول نبرد اقیانوس اطلس حمل کنند.
ناوهای هواپیمابر تجاری با وجود عملکرد نظامی‌نما وضعیت تجاری خود را حفظ کردند؛ همچنان به حملِ بار ادامه می‌دادند و تحت فرماندهی غیرنظامی فعالیت می‌کردند. این ناوها که از ماه مه ۱۹۴۳ به خدمت وارد شدند و شروع به تکمیل و جایگزینی ناوهای هواپیمابر پشتیبان کردند، تا پایان جنگ در اروپا در خدمت ماندند.

## توسعه
در سال ۱۹۴۰، کاپیتان ام.اس. سلتری، مدیر مواد هوایی در دریاسالاری بریتانیا، طرحی را برای تبدیل کشتی‌های تجاری به ناو هواپیمابر به‌عنوان ادامه پروژه کشتی سی‌ای‌ام پیشنهاد کرد. سلتری پیشنهاد کرد که یک عرشه پرواز مجهز به دو سیم گیرانداز و یک مانع ایمنی بر روی بدنه کشتی تجاری نصب شود. «ناو جنگنده‌بر پشتیبان» حاصل می‌توانست همزمان با حمل بار، شش جنگنده هاریکن را عملیاتی کند. مشخص شد که مانع پیشنهاد سلتری، مخالفت‌های وزارت تأمین بریتانیا بود چون ترکیب نقش تجاری و هواپیمابری بسیار پیچیده بود. به نظر می‌رسد مطرح شدن مکرر این مشکل باعث شد که توجه از طرح توسعهٔ کشتی‌های جنگی-تجاری دومنظوره به‌سمت تبدیل کشتی‌های تجاری به جنگی با نام «ناوهای هواپیمابر پشتیبان» جلب شود. اولین مورد آن تبدیل کشتی باری توقیف‌شده آلمانی هانوفر به ناو امپایر اودیستی (بعدا اچ‌ام‌اس اودسیتی) در ژوئن ۱۹۴۱ بود.
طرح ناو دومنظوره در اوایل سال ۱۹۴۲ دوباره ظهور کرد، زمانی که در مواجهه با تلفات فزاینده ناشی از حملات او-بوت، آشکار شد که هواپیمابرهای پشتیبان درحال ساخت در آمریکا نمی‌توانند با سرعت مناسب در تعداد مورد نیاز تحویل داده شوند. ابداع دوبارهٔ طرح به افراد مختلفی از جمله کاپیتان بی.بی. اسکافیلد، مدیر بخش بازرگانی، و جان لمب، مدیر فنی دریایی شرکت نفت آنگلوساکسون نسبت داده می‌شود. سر جیمز لیتگو، مدیر ساخت و تعمیر کشتی‌های تجاری و مالک مشترک لیتگوز ال‌تی‌دی، کشتی‌سازی مستقر در کلاید، همچنین به غلبه بر نگرانی‌های دریاسالاری دربارهٔ ناوهای هواپیمابر تجاری کمک کرد. گفته می‌شود که لیتگو طرحی تهاجمی را برای کسی در پشت پاکت ترسیم کرد، پیشنهاد تبدیل دو کشتی در شرف ساخت در کارخانه کشتی‌سازی خانواده‌اش را داد و شرط کرد که «دریاسالاری در کار من دخالتی نداشته باشد». درحالی که زمان مداخله احتمالی لیتگو مشخص نیست، معاون او، سر آموس آیر، مدیر ساخت کشتی‌های تجاری، مطمئناً در حال بحث در مورد الزامات این ناوها تا می ۱۹۴۲ بوده است. خودِ آیر، سر داگلاس تامسون از بن لاین و وزارت ترابری جنگ را اولین پیشنهاددهندهٔ این ایده می‌داند.
مقاومت اولیه‌ای در برابر مفهوم ناوهای تجاری به‌ویژه به‌دلیل نگرانی دربارهٔ عملیات هواپیما از کشتی‌های کوتاه و نسبتاً کند، وجود داشت. دریاسالاری در نظر گرفت که طول عرشه پرواز ۴۶۰ فوت (۱۴۰ متر) برای برخاست و فرود ایمن در سرعت ۱۵ گره (۲۸ کیلومتر بر ساعت؛ ۱۷ مایل بر ساعت) لازم است. با ایجاد حاشیه کافی برای سرعت کاروان، آنها به‌ویژه دربارهٔ استفاده از نفت‌کش‌ها، با عرشه آزاد کوچک و محموله‌های فرّار، تردید داشتند. با بدتر شدن تهاجم او-بوت‌ها، چنین نگرانی‌هایی به‌دلیل نیاز فوری به ارائه پشتیبانی هوایی کاروان کنار رفت و با پذیرش این‌که دست‌کم طرح کشتی غلات می‌تواند کار کند، دریاسالاری به طرح مشتاق‌تر شد.
تا سپتامبر ۱۹۴۲، دریاسالاری درخواست کرد تا "حدود ۵۰" ناو تجاری در دسترس قرار گیرد، تا بتوان یکی از آنها در هر کاروان اقیانوس اطلس شمالی گنجاند و تا اکتبر تعداد لازم تا ۵۲ کشتی تعیین شد. این هدف بلندپروازانه تا زمانی که ناو هواپیمابر تجاری به‌طور رسمی توسط کابینه جنگ در اکتبر ۱۹۴۲ تأیید شد، به ۴۰ تا کاهش یافته بود، اما واضح بود که حتی این تعداد نیز بدون کمک آمریکا نمی‌توانست با سرعت کافی تولید شود. بنابراین از آمریکا خواسته شد که ساخت ۳۰ ناو تجاری را برای تحویل در نیمه اول سال ۱۹۴۳ آغاز کند، اما کمیته‌ای از وزارت نیروی دریایی که به‌طور ویژه برای بررسی این درخواست تشکیل شده بود، به دلیل نگرانی در مورد ماهیت آزمایشی کشتی‌ها، آن را رد کرد. در نتیجه، تمام ناوهای تجاری در کارخانه‌های کشتی‌سازی بریتانیا ساخته و/یا تبدیل شدند.

## برنامه تبدیل
دو ناو اول در ژوئن ۱۹۴۲ به شرکت کشتی‌سازی برنتیسلند در فرث آو فورت و ویلیام دنی و برادران دامبارتون سفارش داده شدند. ساخت این کشتی‌ها صرفاً تبدیلی نبود و کشتی‌های غلات کاملاً جدیدی بودند که هنوز فعال نشده بودند. آنها در نهایت به‌ترتیب با نام امپایر مک‌آلپاین و امپایر مک‌آندرو وارد خدمت شدند. تولید امپایر مک‌آلپاین در ۲۳ دسامبر ۱۹۴۲ آغاز شد و کمابیش طبق برنامه در ۲۱ آوریل ۱۹۴۳ تکمیل شد. پنج کشتی غلات جدید دیگر به نام‌های امپایر مک‌آندرو، امپایر مک‌ری، امپایر مک‌کلوم، امپایر مک‌کندریک و امپایر مک‌درموت در فواصل زمانی تقریباً دوماهه تا مارس ۱۹۴۴ وارد خدمت شدند.
تا اواخر سپتامبر ۱۹۴۲ سرانجام موافقت شد که نفت‌کش‌ها هم می‌توانند با رعایت محدودیت‌های مختلف دربارهٔ محموله‌هایشان، به‌طور ایمن استفاده شوند. چهار نفت‌کش جدید برای تبدیل برنامه‌ریزی شده بود، اما کار روی آنها تا مه ۱۹۴۳ شروع نشد. امپایر مک‌کی در اکتبر ۱۹۴۳ وارد خدمت شد، پس از آن با فواصل زمانی امپایر مک‌کیب، امپایر مک‌ماهون و امپراتوری مک‌کول در نوامبر ۱۹۴۳ عملیاتی شدند. با این حال، هنوز تعداد بیشتری لازم بود و تصمیم گرفته شد که نفت‌کش‌های موجود تبدیل شوند. کارامدترین روش برای تبدیل، انتخاب کشتی‌هایی با طراحی مشابه بود. در آغاز سال ۱۹۴۳، شرکت نفت آنگلوساکسون که به‌طور فعال از مفهوم ناو هواپیمابر تجاری حمایت می‌کرد، کل ناوگان بریتانیایی خود، تانکرهای «تریپل تواِلو» را (که گاهی به‌نام کلاس راپانا نامیده می‌شود) برای تغییر کاربری پیشنهاد کرد.
تمایل به تبدیل نفت‌کش‌های خارجی نیز وجود داشت و در ژانویه ۱۹۴۳ وزارت ترابری جنگ از دولت در تبعید نروژ پرس‌وجو کرد که آیا نفتکش مدرن نروژی بی. پی. نیوتن می‌تواند به ناو هواپیمابر تحت فرمان بریتانیا تبدیل شود.
پاسخ اولیه مناسب نبود چون نروژ بر توافق‌های مالی اصرار می‌کرد که مقامات ترابری جنگ آن را «کاملاً غیرمنطقی در بین متحدان» توصیف کردند، اگرچه این موارد بعداً بهبود یافتند، اما این پیشنهاد در نهایت شکست خورد، زیرا طراحی‌های زیادی برای تبدیل یک کشتی بارها بازبینی شد. با این حال، تقریباً در همان زمان، سه نفت‌کش دیگر هم‌کلاس با آنگلوساکسون «تریپل توالو» وجود داشت که در هلند فعالیت می‌کردند (نفت انگلوساکسون یکی از شرکت‌های تابعه رویال داچ شل بود). مقامات هلند درخواست بریتانیا را تأیید کردند اما به‌شرطی که کشتی‌ها، به‌عنوان ناوهای هواپیمابر تجاری، با پرچم هلند و تحت فرماندهی غیرنظامی هلند باشند، که دریاسالاری بریتانیا با وجود به مشکلات زبانی احتمالی، با اکراه موافقت کرد. در نهایت تنها دو کشتی هلندی به عنوان ناو هواپیمابر تجاری پذیرفته شدند. دو ناو گادیلا و ماکوما که توسط دریانوردان تجاری هلندی هدایت می‌شوند و میزبان پروازهای هواگردهای اسکادران هوایی ۸۶۰ نیروی دریایی هلند بودند، به‌عنوان اولین ناوهای هواپیمابر هلند شناخته می‌شوند.

## وضعیت غیرنظامی
هواپیمابرهای تجاری با وجود ظاهر نظامی و عملکرد رزمی، کشتی‌های غیرنظامی بودند که نه در فهرست نیروی دریایی ظاهر می‌شدند و نه توسط افسران عملیاتی فرماندهی می‌شدند؛ این وضعیت غیرعادی یکی از ویژگی‌های تعیین‌کننده آنها بود. ماهیت ترکیبی این ناوها از همان ابتدا این سؤال را ایجاد کرد که آیا آنها مانند ناوهای هواپیمابر پشتیبان جدید به‌عنوان کشتی جنگی مانند کشتی‌های سی‌ای‌ام قبلی به‌عنوان کشتی تجاری تحت نشان سرخ عمل خواهند کرد. ترجیح دریاسالاری این بود که آنها به‌عنوان کشتی‌های جنگی معمولی خدمت کنند، اما خیلی زود آشکار شد که تعداد کافی کارکنان در دسترس نیست تا مطابق با استانداردهای دریایی بدون ایجاد کمبودهای جدی در دیگر بخش‌ها خدمت کنند، به‌ویژه با تعداد زیاد هواپیمابرهای پشتیبان که به‌زودی از راه می‌رسیدند. بنابراین دریاسالاری و وزارت ترابری جنگ توافق کردند که هواپیمابرهای تجاری خدمه غیرنظامی داشته باشند. با این حال، مقامات وزارت خارجه بریتانیا نگرانی‌های جدی دربارهٔ وضعیت غیرنظامی پیشنهادشده مطرح کردند که ممکن است این کشتی‌ها طبق قوانین بین‌المللی عملاً کشتی‌های جنگی باشند، اما حمایت کنوانسیون ۱۹۰۷ لاهه را که فقط برای نظامی‌ها اعمال می‌شود نداشته باشند و خدمه غیرنظامی آنها به‌عنوان جنگجویان غیرقانونی یا فرانک-تایرور در نظر گرفته شوند. امکان چنین چیزی به‌وضوح با اعدام کاپیتان چارلز فرایات در سال ۱۹۱۶ به‌دلیل تلاش برای ضربه زدن به یک او-بوت با کشتی کراس کانال خود آشکار شده بود. خطر برای خدمه هواپیمابر تجاری آنقدر بزرگ شمرده می‌شد که به‌صراحت در کابینه جنگ این‌گونه مطرح شد که:
هرچه تأثیر عملیات هوایی بر عملیات او-بوت بیشتر باشد، ممکن است دشمن بیشتر وسوسه شود که با دادگاه نظامی و تیراندازی به کارکنان خدمات تجاری که ممکن است از چنین کشتی‌هایی دستگیر شوند، به روحیه خدمه ام.ای.سی. آسیب برساند.
کابینه جنگ دستور بازنگری در وضعیت را صادر کرد، اما مشکلات نیروی انسانی حل نشد. وزارت خارجه با اکراه موافقت کرد که هواپیمابرهای تجاری تحت نشان سرخ کار کنند، مشروط بر اینکه دریانوردان تجاری و اتحادیه‌های آنها از خطرات ناشی از آن آگاه شده باشند و هر اقدام احتیاطی ممکن برای اطمینان از اسیر نشدن این افراد انجام شود. با این حال، نمی‌توان گفت که خدمه هواپیمابرهای تجاری رسماً دربارهٔ خطرات ویژه مطلع شده‌اند. با این حال، شواهدی وجود دارد که نشان می‌دهد مقامات دربارهٔ وضعیت هواپیمابرهای تجاری حساس ماندند و به‌ویژه آنها را از تبلیغاتی که برای دیگر کشتی‌های تجاری «خدمات ویژه» مانند کشتی‌های نجات ترتیب داده شده بود، مستثنی کردند. در اواخر سپتامبر ۱۹۴۴، به فرماندهان یادآوری شد که به خدمه خود دربارهٔ لزوم حفظ رازداری دربارهٔ عملیات و نقش هواپیمابرهای تجاری گوشزد کنند.

## یادداشت ها
1. ↑  نشان رسمی کشتی‌های غیرنظامی بریتانیا